# 羽地陸軍補助施設
羽地陸軍補助施設 (はねじりくぐんほじょしせつ) または多野岳サイト、多野岳ホーク基地 (たのだけさいと) (たにゅーだけホークきち) は沖縄県名護市の多野岳頂上にあったアメリカ陸軍のホークミサイル基地。現在は返還されている。

## 概要
羽地陸軍補助施設
正式名称は羽地陸軍補助施設。一般的には多野岳サイト、多野岳ホーク基地、ともよばれ、1972年の沖縄返還協定C表13で返還された。
場所: 名護市字川上・字仲尾次・字親川・字真喜屋 

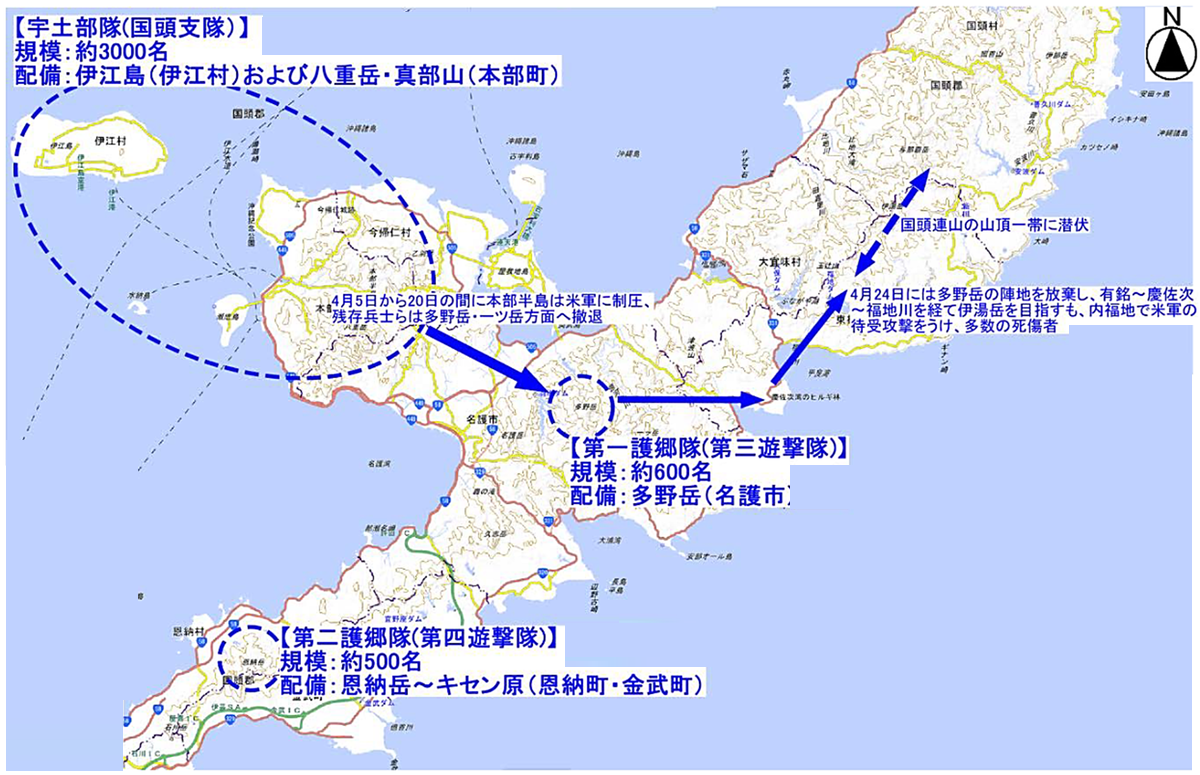
1945年、第一護郷隊が陣地を構えた多野岳 (タニュー岳)

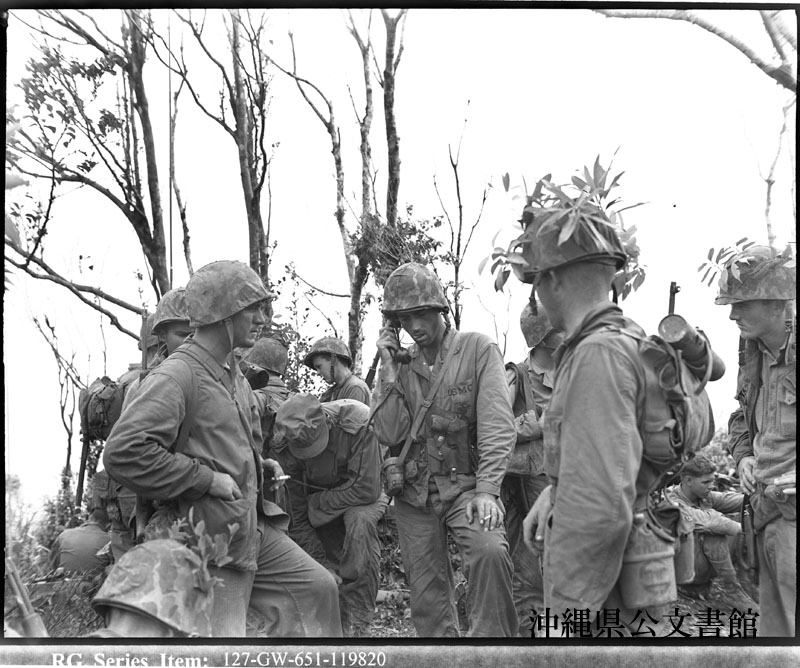
多野岳の戦い。第22海兵連隊第1大隊が多野岳で潜伏する日本兵を掃討する。 (1945年4月25日撮影)

返還面積: 380千㎡

## 歴史
1945年、沖縄戦で多野岳は陸軍中野学校の将校が指揮する地元の少年兵らで構成されたゲリラ部隊、第3遊撃隊「護郷隊」の拠点となった。
1956年、米軍に土地接収された。
1959年、ミサイル発射台と関連施設が構築され、その後、ホークミサイル基地として使用される。
1962年 66,000㎡が返還。
1965年 37,000千㎡が返還。
1972年 277,000千㎡が返還され、全返還が完了する。

## 多野岳サイト

### 多野岳
多野岳 (たのだけ、たにゅーだけ) は、沖縄戦で十代の少年たちをゲリラ部隊に編成した日本軍の村上治夫隊長率いる第一護郷隊の拠点となった。戦禍をのがれ多くの住民が避難している上に、八重岳に駐留していた宇土部隊など多くの部隊が敗走し、それを追う米軍が住民を巻き込んだ厳しい掃討戦を繰り広げた場所でもある。

### 多野岳ホーク基地
名護市多野岳は羽地大川や源河川の上流に位置し、名護地域の水源涵養林として、また主産業の一つである薪炭の生産地でもあったが、米軍のミサイルの沖縄配備計画で 1956年に接収された。低高度用迎撃用のホーク・ミサイル基地は沖縄本島と渡嘉敷島に8ヶ所あったが、そのうちの一つが多野岳サイトである。また東側に山を下ると辺野古弾薬庫がある。
|   | ホーク・ミサイル                            | 備考                        |
| 1 | ボロー・ポイント射撃場 (読谷陸軍補助施設)   | 返還                        |
| 2 | 知花サイト                                  | 陸自 白川分屯地に移管       |
| 3 | 西原第二陸軍補助施設 (ホワイト・ビーチ地区) | 陸自 勝連分屯地に移管       |
| 4 | 多野岳サイト                                | 返還                        |
| 5 | 与座岳サイト                                | 陸自 南与座分屯地に移管     |
| 6 | 知念第一サイト                              | 陸自 知念分屯地 に移管      |
| 7 | 渡嘉敷陸軍補助施設                          | 返還 国立沖縄青少年交流の家 |

1969年、多野岳サイトは防空ミサイル計画の再編成で遊休化
1973年、沖縄返還協定C表で全面返還が決定された 。

### ホーク基地の跡地
施設返還後は、「いこいの村」として保養施設が整備され利用されていたが、後に名護市から委託運営されていた民間の「ホテル・タニュー」も閉館した。そこにはホークの発射台と、そのさらに奥の山中には米軍が構築した巨大な鉄筋コンクリートのバンカーが草木に覆われた状態で残っている。
沖縄戦の後に再び土地を強制接収され、長い間住民に苦しみと恐怖を与えてきた沖縄の米軍ミサイル基地は、その多くが自衛隊基地の高射隊の拠点として移管されるか、返還された後は米軍占領時代の象徴として解体されるか、そのどちらかであった。そのため、冷戦の負の遺産としてのメースB、ナイキ・ハーキュリーズ、ホークミサイルの基地遺構は、日米の機密事項とされた歴史とともに、そのほとんどが形なく撤去されされるか、自衛隊に移管され基地のなかに囲い込まれている。
今のところ民間地で唯一現存しているミサイルサイトの遺構は、恩納サイトで博物館として一般公開されているメース基地跡地か、多野岳に見られるホーク基地のコンクリート跡しかない。また陸軍中野学校の将校が指揮した少年ゲリラ部隊の護郷隊の戦跡はキャンプ・ハンセンやキャンプ・シュワブのなかにある。多野岳にある第一護郷隊の戦争遺構とともに、ホークミサイルの遺構も、冷戦と核兵器配備の歴史を現在に伝える遺構として保存されることが待ち望まれる。